# ملاريا الطيور
ملاريا الطيور (بالفرنسية: Paludisme aviaire)‏ هو المرض الذي ينجم عن الإصابة بالبلازموديوم (مثل ملاريا الإنسان)، ويصيب الطيور. تسببه عدة أنواع من المتصورات مثل المتصورة الدجاجية والمتصورة الأنازومية ولكن خاصتاً المتصورة المهجورة.